# Iris Engstrand
Iris Higbie Wilson Engstrand (Los Ángeles, 9 de enero de 1935) es una catedrática universitaria estadounidense jubilada. Fue profesora de Historia en la Universidad de San Diego desde 1968 hasta 2017; se unió a la facultad del San Diego College for Men antes de que este y otros colegios se unieran para formar la universidad en 1972. En 2007 recibió la Orden de Isabel la Católica por sus investigaciones sobre historia española.

## Biografía
Nació en 1935 en Los Ángeles y obtuvo su licenciatura en 1956, la maestría en 1957 en la Universidad del Sur de California. Gracias las becas de la Fundación del Amo, junto con Michael Mathes, viajan este mismo a España por primera vez donde visitan archivos públicos y eclesiásticos sobre temas de las Californias. Más adelante ambos estudiantes también recibirán las becas de Fulbright. A su vuelta, ambos estuvieron el resto del verano en Ciudad de México, con el profesor Donald C. Cutter, consultando archivos. Tras el verano, Michael continua con el profesor Cutter en la Universidad de Nuevo México. Engstrand, que había regresado a España, recibirá pronto la visita de Mathes uniéndose ambos al proyecto de Robert Marx de construir y flotar una réplica de la carabela La Niña empleada por Cristóbal Colón en su primer viaje. En 1963 Robert Marx recreó con ella el viaje al "Nuevo Mundo".
En 1962 Iris se doctora en la Universidad de San Diego con el tema de su disertación fue "Scientific Aspects of Spanish Exploration in New Spain during the Late Eighteenth Century (Aspectos científicos de la exploración española en la Nueva España durante finales del siglo XVIII)", cuya investigación fue supervisada por Donald C. Cutter. 
Comenzó su carrera docente en Huntington Beach High School de 1957 a 1959, y luego trabajó como traductora de manuscritos en español para el Museo del Condado de Los Ángeles, 1959-60. Se convirtió en profesora en la Universidad del Sur de California en 1962 e instructora en Long Beach City College en 1962.

## Trayectoria profesional
Se especializó en la Historia de California y la exploración española durante la década de 1700, y hasta 2017 había escrito una veintena de libros sobre esos temas.
Es miembro de la junta directiva del Museo Marítimo de San Diego. Trabajó como coeditora del Journal of San Diego History desde 2004, y ejerció como presidenta de la Western History Association de 2004 a 2005. En 2007 recibió la Orden de Isabel la Católica de manos del rey de España por sus contribuciones y estudios en el campo de la historia española.

## Obras y publicaciones
- Engstrand, Iris Wilson (2016). San Diego: California's Cornerstone (2nd edición). Sunbelt Publications. ISBN 9781941384244.
- Engstrand, Iris H.W. (1981). Spanish scientists in the New World : the eighteenth-century expeditions. Seattle: Univ. of Washington P. ISBN 978-0295957647.
- Engstrand, Iris H. W. (11 de diciembre de 2015). «The Enlightenment in Spain: Influences Upon New World Policy». The Americas 41 (4): 436-444. doi:10.2307/1007350.
- Engstrand, Iris H.W. (Fall 2014). «WD-40: San Diego's Marketing Miracle». The Journal of San Diego History 60 (4): 253-270.
- Engstrand, Iris H. W., & Bullard, Anne. (1999). Inspired by nature: The San Diego Natural History Museum After 125 years. San Diego Natural History Museum.[7]
- Engstrand, Iris H. W (February 2000). «Of Fish and Men: Spanish Marine Science during the Late Eighteenth Century». Pacific Historical Review 69 (1): 3-30. doi:10.2307/3641236.